# Hubert Josef Cadenbach
Hubert Josef Cadenbach (né le 24 janvier 1800 à Kirchberg (Hunsrück) et mort le 26 décembre 1867 à Metternich) est un avocat prussien et maire de Coblence de 1857 à 1867.

## Biographie
Cadenbach est le fils d'un maire et étudie le droit à Heidelberg. Il travaille comme avocat, comme assesseur à Kirn et à partir de 1833 comme conseiller judiciaire et député municipal à Coblence.
Il est marié et a deux enfants, Hélène et Fritz. Après avoir démissionné de son poste de bourgmestre, il se retire à Metternich et meurt amèrement à Noël 1867. Il est enterré dans le cimetière principal de Coblence, champ 16 ; sa tombe familiale est toujours là.

## Maire de Coblence
Cadenbach est élu maire de Coblence le 18 mai 1857 à une courte majorité, devenant ainsi le premier à être nommé librement selon le code des villes prussiennes. Tous ses prédécesseurs ont été nommés par le gouvernement prussien. Il reçoit le titre d'Oberbürgermeister (maire) le 16 février 1859, ce qui lui donne également le droit de porter une chaîne de fonction en or. Le 12 mars 1859, le conseil municipal décide pour la première fois d'acheter une telle chaîne de fonction pour Coblence.
Les installations de la forteresse de Coblence (de) limitent fortement les possibilités de développement de la ville. Avec la construction du chemin de fer du Rhin et du pont ferroviaire de la Moselle (de), les fortifications prussiennes de la ville de Coblence (de) sont pour la première fois percées. Le 11 novembre 1858, sous les acclamations de la population, le premier train avec la locomotive « Windsbraut » décorée de guirlandes arrive à la gare provisoire du Rhin dans la Fischelstraße. En 1859, la ligne est prolongée de Coblence à Bingerbrück et la gare rhénane est encore agrandie. À partir de 1864, le réseau ferroviaire est étendu avec l'inauguration du pont de Pfaffendorf sur le Rhin.
C'est également sous le mandat de Cadenbach que sont fondées l'association de lecture catholique (1833) et la construction de la maison Görres (1866). Coblence quitte l'association des maires le 15 mai 1857. Kapellen-Stolzenfels, Rhens, Moselweiß et Neuendorf sont réunis à la mairie de Saint-Sébastien. Coblence reste cependant dans l'arrondissement jusqu'en 1887, date à laquelle elle est finalement détachée. L'incorporation de Lützel et Neuendorf à Coblence est demandée dès 1859, mais n'a lieu qu'en 1891.
La gestion de Cadenbach est plutôt malheureuse. On lui reproche d'avoir gravement négligé son devoir de surveillance en matière de budget. La raison en est que le directeur de la caisse a détourné 46 714 thalers, soit la moitié du budget annuel de Coblence, et s'est ainsi enfui. Le conseil municipal décide donc de révoquer prématurément Cadenbach, mais ce dernier le devance en démissionnant de son poste le 11 mai 1867. Karl Heinrich Lottner lui succède le 4 septembre 1867.